# Gimbap
Il gimbap (김밥?, kimbapMR) è un piatto coreano a base di riso cotto e ingredienti come verdure, carne e pesce, arrotolati in fogli di alga essiccata e serviti a fette.

## Etimologia
Gim (김) si riferisce alle alghe commestibili dei generi Porphyra e Pyropia, mentre bap (밥) identifica diverse tipologie di riso cotto. La parola gimbap appare per la prima volta nella lingua coreana nel XX secolo, anche se un piatto simile chiamato bokssam (복쌈?) è registrato negli Annali di Joseon del 1819.
Durante l'occupazione della Corea (1910-1945), gimbap veniva usato intercambiabilmente con norimaki, il nome di un piatto simile della cucina giapponese, finché gimbap non è stato reso il termine universale nel processo di purificazione della lingua coreana al termine del periodo coloniale.

## Preparazione
Gli ingredienti principali del gimbap sono il riso cotto e i fogli d'alga; il ripieno tipico consiste di spinaci, carote, striscioline di frittata, prosciutto, cetrioli e danmuji, ma può essere molto vario, offrendo anche opzioni vegetariane. Altre farciture popolari prevedono manzo, bastoncini di granchio, kimchi, bulgogi, radici di bardana, tonno in scatola e kkaennip.
La preparazione inizia tostando i fogli d'alga a fuoco lento, condendo leggermente il riso cotto con sale e olio di semi di sesamo, e saltando in padella gli ingredienti per il ripieno. Il foglio d'alga viene quindi steso su un tappetino di bambù e coperto da un sottile strato uniforme di riso. Gli altri ingredienti sono disposti lungo un'estremità, dopodiché il tutto viene arrotolato in un cilindro di 3-4 centimetri di diametro, che viene tagliato a fette sottili per il consumo.

## Varianti
- Chungmu gimbap (충무김밥?): originario della cittadina di mare di Chungmu, consiste di rotoli più sottili non conditi in superficie e riempiti solo di riso. Vengono serviti con un'insalata piccante di calamari e kimchi di ravanello.[9] È stato creato per ridurre lo spreco alimentare dovuto all'imputridimento degli ingredienti del ripieno durante i caldi mesi estivi, ed è diventato popolare a Seul negli anni Settanta, diffondendosi poi in tutto il Paese.[1]
- Mayak gimbap (마약김밥?): specialità del mercato di Gwangjang a Seul, sono piccoli gimbap ripieni di carote, spinaci e danmuji, cosparsi di semi di sesamo tritati e intinti in un condimento preparato con salsa di soia e senape. In coreano, "mayak" significa droga, e sarebbe stato scelto come nome di questo gimbap in riferimento al suo "sapore indimenticabile".[10]
- Samgak gimbap (삼각김밥?): gimbap triangolari venduti nei discount sudcoreani.[11] Lanciati in Corea del Sud nel 1991 da un 7-Eleven e diventati popolari nel 2001 grazie a uno spot televisivo, nel 2011 rappresentavano il 40% delle vendite di alimentari nei minimarket del Paese.[12] La forma è ereditata dagli onigiri, mentre le farciture sono delle più varie: tonno e maionese, manzo, bibimbap di Jeonju, pollo fritto piccante, eccetera.[12]
- Nude gimbap (누드김밥?): simile al California Roll, il foglio d'alga e il riso vengono invertiti, in modo che il ripieno sia a contatto con l'alga e il riso ricopra l'esterno.[1][13]

## Consumo
Negli anni 1950, il gimbap è diventato un componente fisso dei pranzi al sacco consumati durante picnic, eventi sportivi e viaggi in treno grazie alla facilità di trasporto e consumo. Oltre a essere un popolare cibo da asporto, negli anni 2010 si è affermato anche come portata gourmet servita nei ristoranti.

## Storia
Le origini del gimbap sono dibattute. Una teoria suggerisce che la forma moderna derivi dal makizushi giapponese, introdotto in Corea durante l'occupazione (1910-1945), un periodo in cui la cucina coreana adottò piatti e bevande occidentali, oltre ad alcune specialità nipponiche come il bentō, trasformandolo nel dosirak. Una teoria opposta sostiene che sia stato introdotto in Giappone durante il periodo di Baekje diventando, con il tempo, il norimaki. Un'altra teoria, presentata nell'Enciclopedia della cultura coreana pubblicata dall'Accademia di studi coreani, è che sia stato sviluppato seguendo la lunga tradizione locale di arrotolare il bap e i banchan nei fogli d'alga, già in voga durante il periodo Joseon. Lo Yeoryang sesigi di Kim Mae-sun del 1819 si riferisce ai rotoli di riso cotto ripieni con il nome di bokssam (복쌈), trascrizione dell'hanja 縛占, pronunciato bakjeom in coreano. In ogni caso, il gimbap ha assunto caratteristiche distinte dal sushi, spesso utilizzando un maggior numero di ingredienti, sapori coreani tradizionali, e olio di semi di sesamo al posto dell'aceto di riso.